# Nastassia Kasztanawa
Anastasija Kasztanawa (biał. Анастасія Каштанава; ur. 14 stycznia 1989) – białoruska lekkoatletka specjalizująca się w rzucie dyskiem.
Ósma dyskobolka mistrzostw świata juniorów, które w 2008 odbyły się w Bydgoszczy. W 2011 została młodzieżową wicemistrzynią Europy oraz była finalistką uniwersjady. Stawała na podium mistrzostw Białorusi oraz reprezentowała kraj w drużynowych mistrzostwach Europy, zimowym pucharze Europy i juniorskich meczach międzypaństwowych.
Rekord życiowy: 61,13 (25 maja 2013, Brześć).

## Osiągnięcia
| Rok  | Impreza                                 | Miejsce   | Lokata      | Wynik |
| ---- | --------------------------------------- | --------- | ----------- | ----- |
| 2008 | Mistrzostwa świata juniorów             | Bydgoszcz | 8. miejsce  | 49,31 |
| 2009 | Zimowy puchar Europy w rzutach          | Teneryfa  | 6. miejsce  | 51,05 |
| 2010 | Zimowy puchar Europy w rzutach          | Arles     | 3. miejsce  | 54,65 |
| 2010 | Superliga drużynowych mistrzostw Europy | Bergen    | 8. miejsce  | 52,78 |
| 2011 | Zimowy puchar Europy w rzutach          | Sofia     | 3. miejsce  | 53,80 |
| 2011 | Młodzieżowe mistrzostwa Europy          | Ostrawa   | 2. miejsce  | 56,25 |
| 2011 | Uniwersjada                             | Shenzhen  | 11. miejsce | 52,00 |
| 2013 | Superliga drużynowych mistrzostw Europy | Gateshead | 7. miejsce  | 56,40 |